# Nundinari
Nundinari fou bisbe de Barcelona a mitjan segle v. El seu nom apareix en una carta escrita pel metropolità Ascani i bisbes de la Tarraconense dirigida al Papa Hilari l'any 465 per la que es notificaven l'elecció d'un nou bisbe anomenat Irineu que era prevere del Bisbat i separant de la diòcesi de Barcelona el Bisbat d'Ègara. Al moment de morir Nundinari, presumiblement a la primavera del 465, volgué que el bisbe Ireneu fos el seu successor a la seu de Barcelona. Ireneu també tenia l'aprovació del clero, el poble i la noblesa, i aquests demanaren al metropolità i als altres bisbes de la província eclesiàstica que els concedissin aquesta petició. Tanmateix el papa denegà aquesta sol·licitud zelós dels cànons antics que prohibien la translació d'un bisbe d'una a altra seu. Es desconeix qui fou el successor immediat del bisbe Nundinari.